# Eleições estaduais no Rio Grande do Sul em 1958
As eleições estaduais no Rio Grande do Sul em 1958 ocorreram no dia 3 de outubro como parte das eleições gerais no Distrito Federal, em 20 estados e nos territórios federais do Acre, Amapá, Rondônia e Roraima. Foram escolhidos o governador Leonel Brizola, o senador Guido Mondin, além de 24 deputados federais e 55 deputados estaduais.
Natural de Carazinho, o governador Leonel Brizola formou-se técnico rural em 1939 e no ano seguinte foi nomeado para o Departamento de Parques e Jardins da prefeitura de Porto Alegre na gestão do prefeito José Loureiro da Silva. Filiado ao PTB em agosto de 1945, obteria depois a graduação em Engenharia Civil na Universidade Federal do Rio Grande do Sul. Casado com Neusa Goulart Brizola, irmã do vice-presidente da República, João Goulart, foi eleito deputado estadual em 1947 e 1950, afastando-se do mandato para ocupar a Secretaria de Obras a convite do governador Ernesto Dorneles. Derrotado por Ildo Meneghetti na disputa pela prefeitura da capital gaúcha em 1951, foi eleito deputado federal em 1954 e no ano seguinte foi eleito prefeito de Porto Alegre. Sua chegada ao Palácio Piratini aconteceu sob um duplo recorde: o de votos nominais e o de percentual de votos recebidos.
No caso da eleição para senador a vitória foi de Guido Mondin. Nascido em Porto Alegre, formou-se em Contabilidade no Instituto Comercial do Sindicato dos Empregados no Comércio e em Economia na Pontifícia Universidade Católica do Rio Grande do Sul. Integrou a  Academia Brasileira de Arte, a Federação das Associações Comerciais do Rio Grande do Sul e presidiu a Associação Rio-Grandense de Artes Plásticas. Em Brasília esteve na Associação Brasiliense de Escritores, no conselho da Fundação Educacional do Distrito Federal e presidiu o Instituto Histórico e Geográfico do Distrito Federal. Presidente da União dos Escoteiros do Brasil, sua vida política transcorreu via PRP sendo eleito deputado estadual em 1950, suplente de deputado federal em 1954 e vice-prefeito de Caxias do Sul em 1955, chegando agora à condição de senador.

## Resultado da eleição para governador
Com informações extraídas do Tribunal Superior Eleitoral que certificou 1.170.947 votos nominais.
| Candidato a governador do estado | Candidato a vice-governador | Número | Coligação                         | Votação | Percentual |
| -------------------------------- | --------------------------- | ------ | --------------------------------- | ------- | ---------- |
| Leonel Brizola PTB               | Não havia -                 | -      | PTB, PRP                          | 670.003 | 57,22%     |
| Peracchi Barcelos PSD            | Não havia -                 | -      | Frente Democrática (PSD, UDN, PL) | 500.944 | 42,78%     |

## Resultado da eleição para senador
Com informações extraídas do Tribunal Superior Eleitoral que certificou 1.132.938 votos nominais.
| Candidatos a senador da República | Primeiro suplente de senador | Número | Coligação                         | Votação | Percentual |
| --------------------------------- | ---------------------------- | ------ | --------------------------------- | ------- | ---------- |
| Guido Mondin PRP                  | Geraldo Lindgren PRP         | -      | PTB, PRP                          | 617.385 | 54,49%     |
| Brito Velho PL                    | Otelo Laurent PL             | -      | Frente Democrática (PSD, UDN, PL) | 494.316 | 43,63%     |
| Gabriel Pedro Moacyr PR           | Não havia -                  | -      | PR (sem coligação)                | 21.237  | 1,88%      |

## Deputados federais eleitos
São relacionados os candidatos eleitos com informações complementares da Câmara dos Deputados.

Representação eleita
  PTB: 14
  PSD: 7
  PL: 2
  PRP: 1

| Deputados federais eleitos | Partido | Votação | Percentual | Cidade onde nasceu | Unidade federativa |
| Fernando Ferrari           | PTB     | 147.996 |            | São Pedro do Sul   | Rio Grande do Sul  |
| Wilson Vargas              | PTB     | 62.463  |            | Porto Alegre       | Rio Grande do Sul  |
| Tarso Dutra                | PSD     | 53.226  |            | Porto Alegre       | Rio Grande do Sul  |
| Raul Pilla                 | PL      | 38.886  |            | Porto Alegre       | Rio Grande do Sul  |
| Rui Ramos                  | PTB     | 37.121  |            | Itaqui             | Rio Grande do Sul  |
| César Prieto               | PTB     | 36.059  |            | São Borja          | Rio Grande do Sul  |
| Alberto Hoffmann           | PRP     | 31.566  |            | Ijuí               | Rio Grande do Sul  |
| Vítor Issler               | PTB     | 30.806  |            | Passo Fundo        | Rio Grande do Sul  |
| Giordano Alves             | PTB     | 26.801  |            | Itaqui             | Rio Grande do Sul  |
| Coelho de Sousa            | PL      | 25.986  |            | Porto Alegre       | Rio Grande do Sul  |
| Paulo Mincarone            | PTB     | 24.632  |            | Bento Gonçalves    | Rio Grande do Sul  |
| Daniel Faraco              | PSD     | 24.112  |            | Florianópolis      | Santa Catarina     |
| Floriceno Paixão           | PTB     | 23.131  |            | Taquara            | Rio Grande do Sul  |
| Hermes Sousa               | PSD     | 21.918  |            | São Borja          | Rio Grande do Sul  |
| Clóvis Pestana             | PSD     | 21.697  |            | Porto Alegre       | Rio Grande do Sul  |
| Nestor Jost                | PSD     | 20.359  |            | Candelária         | Rio Grande do Sul  |
| Adílio Viana               | PTB     | 20.004  |            | Rio Grande         | Rio Grande do Sul  |
| Osmar Grafulha             | PTB     | 19.260  |            | Rio Grande         | Rio Grande do Sul  |
| Unírio Machado             | PTB     | 19.152  |            | Santo Ângelo       | Rio Grande do Sul  |
| Croaci Oliveira            | PTB     | 19.105  |            | Rio de Janeiro     | Rio de Janeiro     |
| Joaquim Duval              | PSD     | 18.529  |            | Pelotas            | Rio Grande do Sul  |
| Raimundo Chaves            | PSD     | 17.328  |            | Belém              | Pará               |
| Lino Braun                 | PTB     | 16.520  |            | Estrela            | Rio Grande do Sul  |
| Daniel Dipp                | PTB     | 15.770  |            | Passo Fundo        | Rio Grande do Sul  |

## Deputados estaduais eleitos
Estavam em jogo as 55 cadeiras da Assembleia Legislativa do Rio Grande do Sul.

Composição da Assembleia Legislativa do Rio Grande do Sul eleita em 1958:
PTB: 24 seats
PSP: 2 seats
PSD: 13 seats
PR: 1 seat
PDC: 2 seats
PL: 7 seats
UDN: 3 seats
PRP: 3 seats

| Deputados estaduais eleitos por ordem alfabética | Partido | Cidade onde nasceu    | Unidade federativa |
| Adalmiro Bandeira de Moura                       | PSP     | Rio Pardo             | Rio Grande do Sul  |
| Alcides Costa                                    | PTB     | São Valentim          | Rio Grande do Sul  |
| Ariosto Jaeger                                   | PSD     | Tupanciretã           | Rio Grande do Sul  |
| Artur Bachini                                    | UDN     | Pelotas               | Rio Grande do Sul  |
| Ari da Silva Delgado                             | PSD     | Itacurubi             | Rio Grande do Sul  |
| Ataíde Pacheco Martins                           | PTB     | Ubiretama             | Rio Grande do Sul  |
| Airton d'Ávila Barnasque                         | PTB     | Cachoeira do Sul      | Rio Grande do Sul  |
| Cândido Norberto dos Santos                      | PL      | Bagé                  | Rio Grande do Sul  |
| Carlos da Silva Santos                           | PTB     | Rio Grande            | Rio Grande do Sul  |
| Daniel Barnewitz Ribeiro                         | PTB     | Sinimbu               | Rio Grande do Sul  |
| Domingos Francisco Spolidoro                     | PTB     | Porto Alegre          | Rio Grande do Sul  |
| Egon Renner                                      | PRP     | Caxias do Sul         | Rio Grande do Sul  |
| Euclides Nicolau Kliemann                        | PSD     | Santa Cruz do Sul     | Rio Grande do Sul  |
| Francisco Solano Borges                          | PL      | Santa Maria           | Rio Grande do Sul  |
| Getúlio Marcantônio                              | PL      | Canoas                | Rio Grande do Sul  |
| Gudbem Borges Castanheira                        | PL      | Pelotas               | Rio Grande do Sul  |
| Gustavo Langsch                                  | PSD     | Santa Maria           | Rio Grande do Sul  |
| Harri Alziro Sauer                               | PTB     | Gravataí              | Rio Grande do Sul  |
| Heitor Galant                                    | PL      | Carazinho             | Rio Grande do Sul  |
| Hélio Carlomagno                                 | PSD     | Cruz Alta             | Rio Grande do Sul  |
| Hélvio Jobim                                     | PSD     | Viamão                | Rio Grande do Sul  |
| Jetro Jairo de Macedo Brum                       | PTB     | Guaporé               | Rio Grande do Sul  |
| João Carlos Gastal                               | PTB     | Pelotas               | Rio Grande do Sul  |
| João Caruso Scuderi                              | PTB     | Palermo               | Itália             |
| José Alexandre Zachia                            | PDC     | Porto Alegre          | Rio Grande do Sul  |
| José Arlindo Kunzler                             | PSD     | Montenegro            | Rio Grande do Sul  |
| José Lamaison Porto                              | PSP     | Passo Fundo           | Rio Grande do Sul  |
| José Vecchio                                     | PTB     | Novo Hamburgo         | Rio Grande do Sul  |
| Justino da Costa Quintana                        | PTB     | Bagé                  | Rio Grande do Sul  |
| Lauro Franco Leitão                              | PSD     | Soledade              | Rio Grande do Sul  |
| Leocádio de Almeida Antunes                      | PTB     | Alegrete              | Rio Grande do Sul  |
| Luciano Correia Machado                          | PSD     | Palmeira das Missões  | Rio Grande do Sul  |
| Manuel Braga Gastal                              | PL      | São Gabriel           | Rio Grande do Sul  |
| Marcírio Goulart Loureiro                        | PTB     | São Borja             | Rio Grande do Sul  |
| Mário Mondino                                    | PDC     | São Leopoldo          | Rio Grande do Sul  |
| Mário Vieira Marques                             | PTB     | São Luiz Gonzaga      | Rio Grande do Sul  |
| Milton Garcia Dutra                              | PTB     | Santiago do Boqueirão | Rio Grande do Sul  |
| Moab Caldas                                      | PSD     | Maceió                | Alagoas            |
| Naio Lopes de Almeida                            | PSD     | Porto Alegre          | Rio Grande do Sul  |
| Nei Ortiz Borges                                 | PTB     | Soledade              | Rio Grande do Sul  |
| Onil Xavier dos Santos                           | PRP     | Sapucaia do Sul       | Rio Grande do Sul  |
| Paulo Brossard                                   | PL      | Bagé                  | Rio Grande do Sul  |
| Paulo Costa da Silva Couto                       | PTB     | Alvorada              | Rio Grande do Sul  |
| Pedro Afonso Anschau                             | PRP     | Três Passos           | Rio Grande do Sul  |
| Pedro Álvares                                    | PR      | Sapucaia do Sul       | Rio Grande do Sul  |
| Pedro Gonzales Tassis                            | PTB     | Erechim               | Rio Grande do Sul  |
| Porcínio Borges Pinto                            | PSD     | Estância Velha        | Rio Grande do Sul  |
| Poti Irineu de Medeiros                          | UDN     | Lavras do Sul         | Rio Grande do Sul  |
| Romeu Roese Scheibe                              | PSD     | Lajeado               | Rio Grande do Sul  |
| Seno Frederico Ludwig                            | PTB     | Braga                 | Rio Grande do Sul  |
| Sereno Chaise                                    | PTB     | Soledade              | Rio Grande do Sul  |
| Siegfried Emanuel Heuser                         | PTB     | Santa Cruz do Sul     | Rio Grande do Sul  |
| Sueli Gomes de Oliveira                          | PTB     | Osório                | Rio Grande do Sul  |
| Sinval Guazzeli                                  | UDN     | Vacaria               | Rio Grande do Sul  |
| Zaire Nunes Pereira                              | PTB     | Taquara               | Rio Grande do Sul  |